# Jaws.io
Jaws.io — гра-Екшн, ⁣ заснований на американському фільмі жахів «Щелепи» 1975 року. Він був розроблений пуерто-риканською компанією SRG Studios  і опублікований Universal Studios Interactive Entertainment LLC для пристроїв iOS і Android і був випущений 14 лютого 2019 року  Сервери гри були закриті 31 жовтня того ж року і більше не доступні для завантаження. 

## Геймплей
Натхненний Agar.io, Jaws.io — це багатокористувацька гра, мета якої — зібрати або з’їсти (залежно від того, керує гравець кораблем чи акулою) якомога більше,  щоб отримати найвищий бал в матчах з обмеженим часом.  Гравці візьмуть на себе роль капітана човна, який рятує мирних мешканців острова Аміті, які опинились у морі.  Коли гравці плавали навколо, збираючи цивільних, вони мали використовувати бонуси для боротьби з іншими човнами, а також з титульними щелепами.  Гравцям також буде надана можливість перетворитися на Щелепи на короткий період у матчі, щоб сіяти хаос іншим супротивникам.  Ігровий процес використовував сенсорні елементи керування для маневрування подібно до ігор жанру .io з порівнянням із Slither.io та Agar.io. 
Гравці могли отримувати нагороди за вхід щодня, а монети, зібрані в кожній грі, могли бути використані для певних покращень акул.